# Sabetta
Sabetta (rusky Сабетта) je ruský arktický přístav a osada na západním pobřeží Obského zálivu v Karském moři, administrativně v Jamalo-něneckém autonomním okruhu. Nachází se na východním pobřeží Jamalského poloostrova. V roce 2017 zde žilo více než 30 000 obyvatel.  Nejmladší přístav Ruska v Arktidě byl navržen pro přepravu zkapalněného zemního plynu a zajišťování celoroční plavby po severní mořské cestě.

## Charakteristika přístavu
Hlavní parametry:
- přibližovací kanál 6 km dlouhý, 495 m široký a 15,1 m hluboký
- mořský kanál 49 km dlouhý, 295 široký a 15,1 m hluboký
- přístavní vodní plocha o hloubce 15,2 m.

Celkově muselo být při výstavbě přístavbu vybagrováno 70 milionů m³.

## Výstavba
Slavnostní zahájení výstavby nového přístavu se uskutečnilo dne 20. července 2012. Přístav byl vybudován jako součást projektu Jamal LNG. Přímo v přístavu byla vybudována továrna na LNG. V prosince 2017 začal přístav fungovat a až do roku 2026 jsou vytyčeny plány na jeho další rozvoj a navyšování kapacity.
Celková výše nákladů vybudování přístavu byla 27 miliard USD a na projektu se podílely společnosti Novatek (50,1 %), TotalEnergies (20 %), China National Petroleum Corporation (20 %) a čínský investiční fond Silk Road Fund (9,9 %).
V lednu 2018 jaderný ledoborec 50 let Vítězství odvezl ze Sabetty první tanker Boris Vilkickij, který dopravil LNG až do francouzského přístavu Dunkerk.
Přes Sabettu se také dodává obilí, které putuje 2 000 km ze Sibiře do přístavu, odkud je přes severní mořskou cestu doručováno do Japonska.
V roce 2020 byl schválen plán na výstavbu teplárny na ohřev mořské vody s tepelným výkonem 40 MW. Tato teplárna bude ohřívat mořskou vodu v přístavišti, aby se rozpouštěl led a snadněji se nakládaly tankery v přístavišti.

## Přístav Sabetta
V roce 2020 byl přístav v Sabettě nejdynamičtějším přístavem ruské Arktidy.
V roce 2021 bylo ze Sabetty vyexpedováno 827 tisíc tun plynového kondenzátu a 18,7 milionů tun LNG. V roce 2021 zakotvilo v přístavu 257 tankerů na přepravu LNG a 20 specializovaných plavidel pro přepravu plynového kondenzátu. Do přístavu bylo dovezeno 40 000 tun různého speciálního zařízení pro výstavbu terminálů LNG. Celkem bylo v Sabettě v roce 2021 naloženo a vyloženo 599 lodí.

## Doprava

### Letiště
V Sabettě s nachází mezinárodní letiště, které bylo postaveno v roce 2014 a plně funkční je od března 2015. Z letiště létají pravidelné linky do Moskvy, Salechardu a Nového Urengoje.
Dne 22. ledna 2017 přistál na letišti Sabetta největší sériově vyráběný nákladní letoun na světě AN-124 Ruslan.

### Železnice
Již v roce 2015 ruský prezident Vladimir Putin zdůraznil v projevu k národu nutnost vybudovat v Sabettě železnici.
V roce 2016 byl schválen železniční projekt za 3,22 miliardy USD propojení Sabetty s širší euroasijskou železniční sítí. Železniční dopravu do Sabetty podporují především čínští státní a soukromí investoři. Do roku 2021 ale zůstávalo jen u plánů a slibů bez konkrétního termínu. Železnice by měla být postavena do roku 2024 a měla by být schopna přepravovat více než 9 milionů tun zboží ročně.

## Obyvatelstvo
Na počátku 21. století žilo v osadě 19 obyvatel (12 Rusů, 5 Komijců a 2 ostatní) ale od doby, kdy bylo vybudováno zařízení na zpracování zemního plynu, počet obyvatel Sabetty vzrostl na 30 000 (v roce 2017). Většinou jsou to zaměstnanci místních zařízení a přístaviště. Většina obyvatel jsou muži, kteří zde přichází za prací a pak se vrací zpět do svých domovských měst.

## Galerie

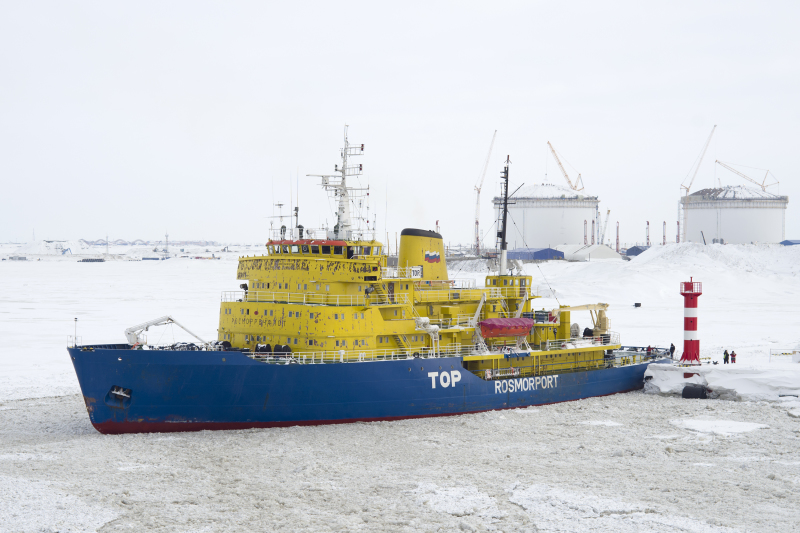
Ruský ledoborec Tor v Sabettě (rok 2015)
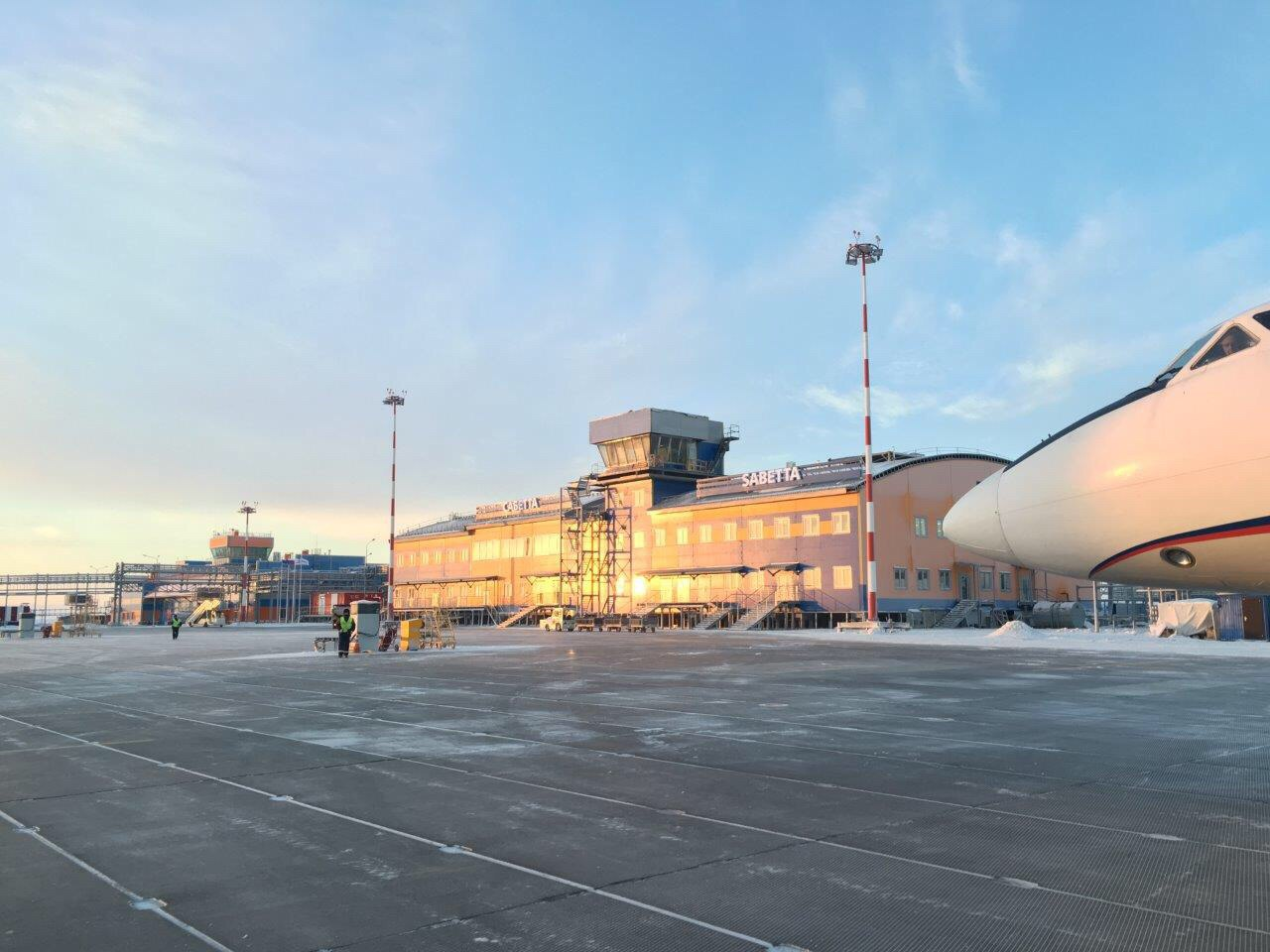
Letiště v Sabettě (rok 2015)
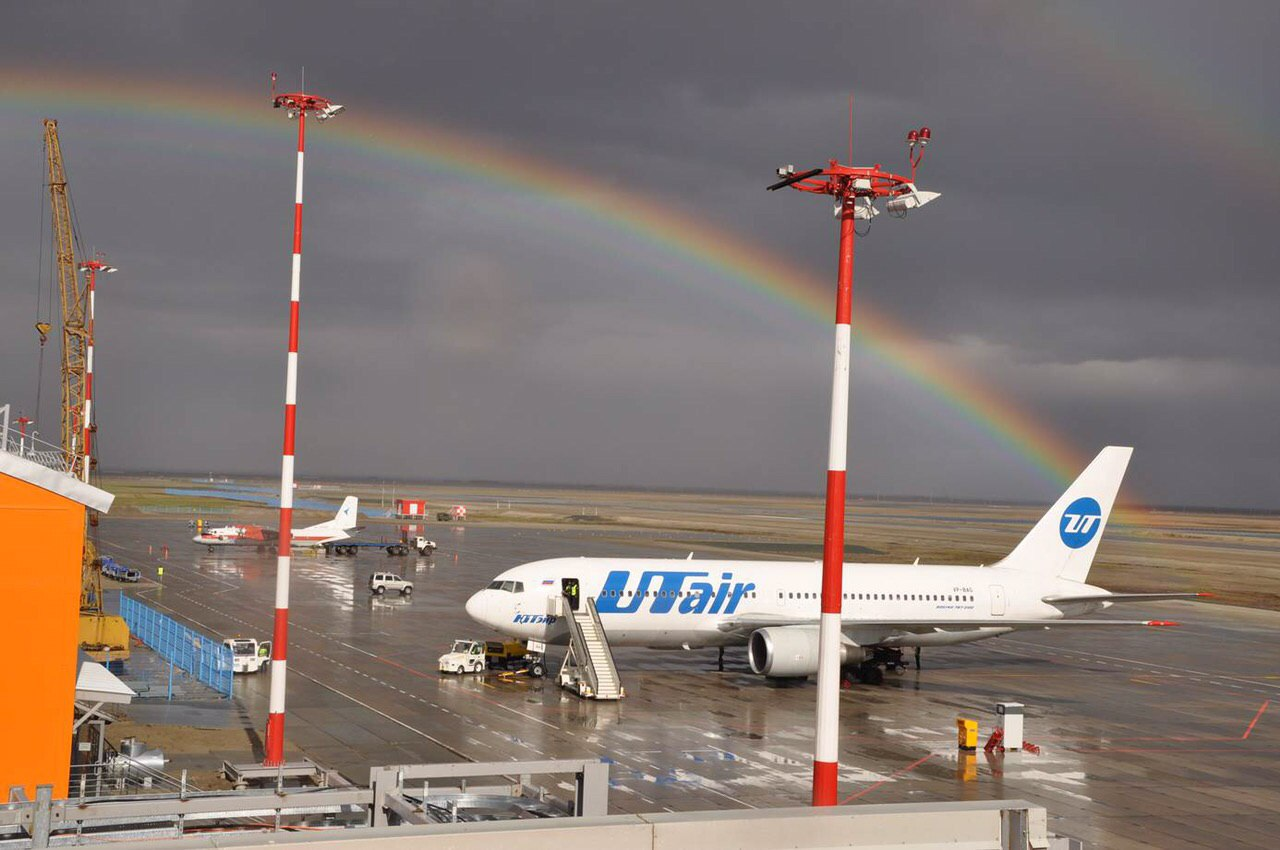
Letiště v Sabettě (rok 2018)
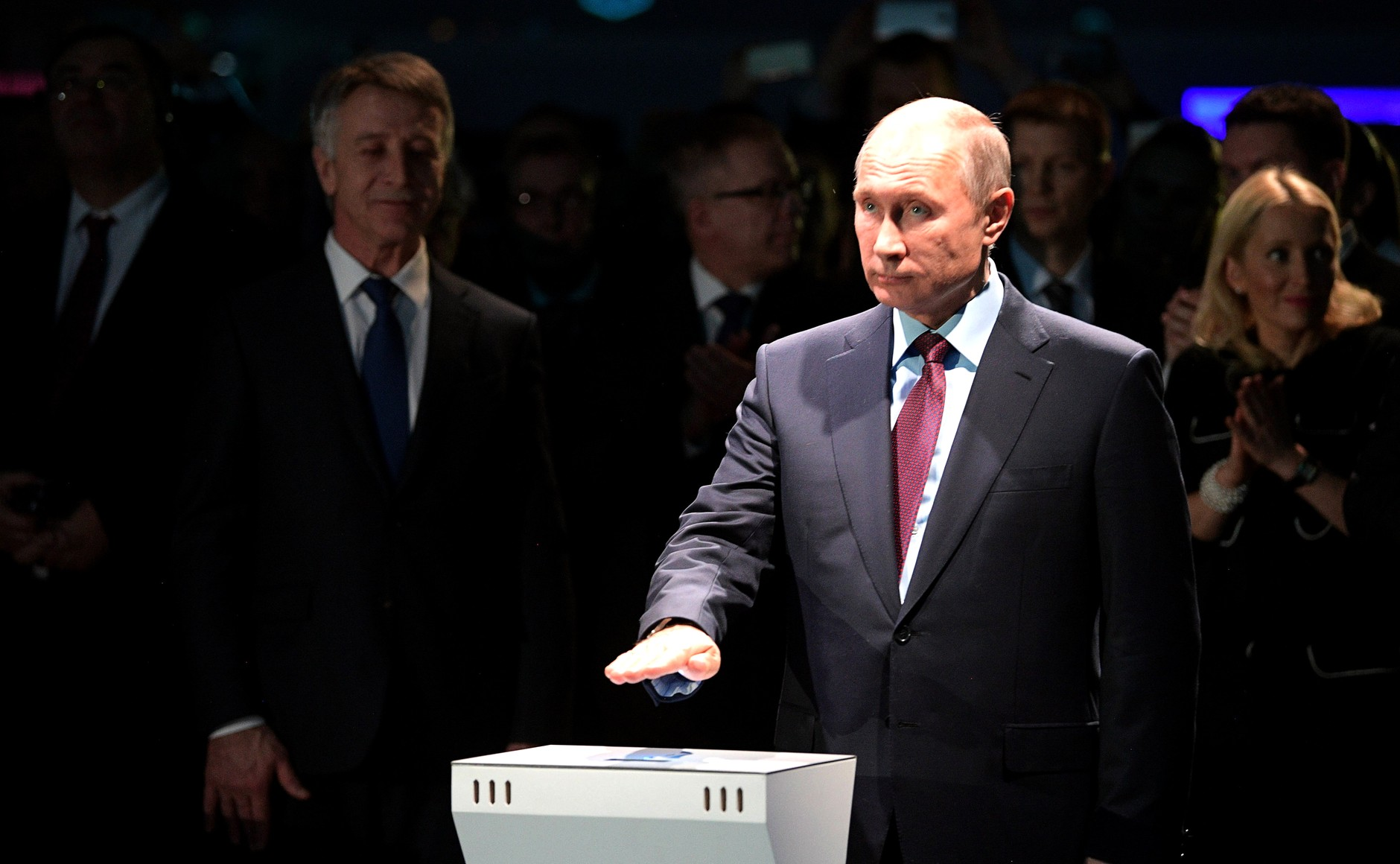
Ruský prezident Putin při slavnostním zahájení nakládání prvního tankeru v Sabettě (rok 2017)
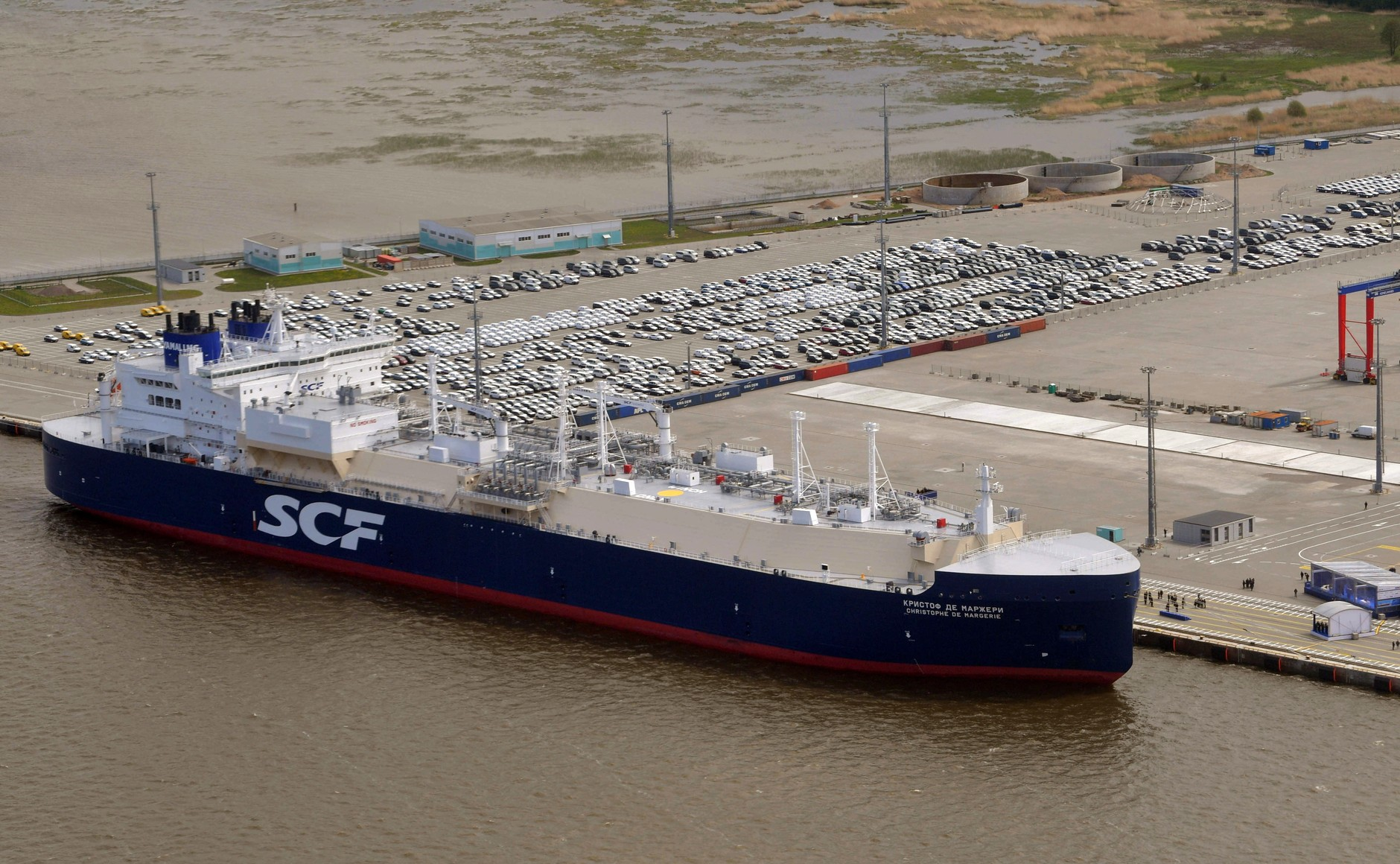
LNG tanker Christophe de Margerie v Sabettě (rok 2017)